# Lengyelország a 2024. évi nyári olimpiai játékokon
Lengyelország a franciaországi Párizsban megrendezett 2024. évi nyári olimpiai játékok egyik részt vevő nemzete volt. Az országot az olimpián 23 sportágban 226 sportoló képviselte, akik összesen 10 érmet szereztek.

## Érmesek
| Érem  | Versenyző | Sportág      | Versenyszám             |
| ----- | --- | ------------ | ----------------------- |
| Arany | Aleksandra Mirosław | Sportmászás  | Női gyorsasági          |
| Ezüst | Klaudia Zwolińska | Kajak-kenu   | Női szlalom kajak egyes |
| Ezüst | Daria Pikulik | Kerékpározás | Női omnium              |
| Ezüst | Julia Szeremeta | Ökölvívás    | Női pehelysúly          |
| Ezüst | Nemzeti válogatott Mateusz Bieniek Bartłomiej Bołądź Tomasz Fornal Norbert Huber Marcin Janusz Łukasz Kaczmarek Jakub Kochanowski Bartosz Kurek Wilfredo León Grzegorz Łomacz Kamil Semeniuk Aleksander Śliwka Paweł Zatorski | Röplabda     | Férfi                   |
| Bronz | Natalia Kaczmarek | Atlétika     | Női 400 m               |
| Bronz | Fabian Barański Mateusz Biskup Dominik Czaja Mirosław Ziętarski | Evezés       | Férfi négypárevezős     |
| Bronz | Aleksandra Kałucka | Sportmászás  | Női gyorsasági          |
| Bronz | Iga Świątek | Tenisz       | Női egyes               |
| Bronz | Aleksandra Jarecka Alicja Klasik Renata Knapik-Miazga Martyna Swatowska-Wenglarczyk | Vívás        | Női párbajtőr, csapat   |

## Asztalitenisz
Férfi
| Versenyző        | Versenyszám | Selejtező         | 64-es főtábla                                     | 32-es főtábla                                                 | Nyolcaddöntő      | Negyeddöntő       | Elődöntő          | Döntő             | Helyezés |
| Versenyző        | Versenyszám | Ellenfél Eredmény | Ellenfél Eredmény                                 | Ellenfél Eredmény                                             | Ellenfél Eredmény | Ellenfél Eredmény | Ellenfél Eredmény | Ellenfél Eredmény | Helyezés |
| ---------------- | ----------- | ----------------- | ------------------------------------------------- | ------------------------------------------------------------- | ----------------- | ----------------- | ----------------- | ----------------- | -------- |
| Miłosz Redzimski | Egyes       | erőnyerő          | Mohamed El-Beiali (EGY) · 11–8, 11–7, 16–14, 11–8 | Anders Lind (DEN) · 10–12, 11–6, 6–11, 11–6, 9–11, 11–9, 6–11 | kiesett           | kiesett           | kiesett           | kiesett           | 17.      |

Női
| Versenyző                                  | Versenyszám | Selejtező                                           | 64-es főtábla                                                         | 32-es főtábla                                            | Nyolcaddöntő                                                  | Negyeddöntő       | Elődöntő          | Döntő             | Helyezés |
| Versenyző                                  | Versenyszám | Ellenfél Eredmény                                   | Ellenfél Eredmény                                                     | Ellenfél Eredmény                                        | Ellenfél Eredmény                                             | Ellenfél Eredmény | Ellenfél Eredmény | Ellenfél Eredmény | Helyezés |
| ------------------------------------------ | ----------- | --------------------------------------------------- | --------------------------------------------------------------------- | -------------------------------------------------------- | ------------------------------------------------------------- | ----------------- | ----------------- | ----------------- | -------- |
| Natalia Bajor                              | Egyes       | erőnyerő                                            | Suthasini Sawettabut (THA) · 11–8, 3–11, 8–11, 11–7, 12–10, 5–11,11–6 | Fu Yu (POR) · 11–7, 11–8, 15–17, 4–11, 7–11, 12–10, 11–8 | Cseng Ji-csing (Cheng I-ching) (TPE) · 2–11, 8–11, 8–11, 9–11 | kiesett           | kiesett           | kiesett           | 9.       |
| Katarzyna Węgrzyn                          | Egyes       | Fathimath Dheema Ali (MDV) · 11–5, 11–5, 11–2, 11–8 | Linda Bergström (SWE) · 7–11, 11–9, 12–14, 9–11, 6–11                 | kiesett                                                  | kiesett                                                       | kiesett           | kiesett           | kiesett           | 33.      |
| Natalia Bajor Anna Węgrzyn Zuzanna Wielgos | Csapat      |                                                     |                                                                       |                                                          | Japán (JPN) · Hajata Hina · Harimoto Miva · Hirano Miu · 0–3  | kiesett           | kiesett           | kiesett           | 9.       |

## Atlétika
Férfi
| Versenyző                                                           | Versenyszám     | Selejtező | Selejtező | Selejtező | Előfutam | Előfutam | Előfutam | Vigaszág | Vigaszág | Vigaszág | Elődöntő | Elődöntő | Elődöntő | Döntő   | Döntő    |
| Versenyző                                                           | Versenyszám     | Idő       | Hely.     | Össz.     | Idő      | Hely.    | Össz.    | Idő      | Hely.    | Össz.    | Idő      | Hely.    | Össz.    | Idő     | Helyezés |
| ------------------------------------------------------------------- | --------------- | --------- | --------- | --------- | -------- | -------- | -------- | -------- | -------- | -------- | -------- | -------- | -------- | ------- | -------- |
| Oliwer Wdowik                                                       | 100 m           | kiemelt   | kiemelt   | kiemelt   | 10,53    | 9.       | 68.      |          |          |          | kiesett  | kiesett  | kiesett  | kiesett | kiesett  |
| Albert Komański                                                     | 200 m           |           |           |           | 20,77    | 8.       | 34.      | 20,90    | 5.       | 35.      | kiesett  | kiesett  | kiesett  | kiesett | kiesett  |
| Mateusz Borkowski                                                   | 800 m           |           |           |           | 1:47,50  | 7.       | 42.      | 1:45,27  | 6.       | 27.      | kiesett  | kiesett  | kiesett  | kiesett | kiesett  |
| Filip Rak                                                           | 1500 m          |           |           |           | 3:38,12  | 11.      | 36.      | 3:34,53  | 7.       | 28.      | kiesett  | kiesett  | kiesett  | kiesett | kiesett  |
| Maciej Wyderka                                                      | 1500 m          |           |           |           | 3:38,79  | 12.      | 39.      | 3:36,79  | 9.       | 38.      | kiesett  | kiesett  | kiesett  | kiesett | kiesett  |
| Damian Czykier                                                      | 110 m gát       |           |           |           | 13,99    | 8.       | 38.      | 13,71    | 5.       | 33.      | kiesett  | kiesett  | kiesett  | kiesett | kiesett  |
| Krzysztof Kiljan                                                    | 110 m gát       |           |           |           | 13,67    | 8.       | 33.      | 13,73    | 6.       | 34.      | kiesett  | kiesett  | kiesett  | kiesett | kiesett  |
| Jakub Szymański                                                     | 110 m gát       |           |           |           | 13,75    | 7.       | 34.      | 13,63    | 4.       | 31.      | kiesett  | kiesett  | kiesett  | kiesett | kiesett  |
| Maher Ben Hlima                                                     | 20 km gyaloglás |           |           |           |          |          |          |          |          |          |          |          |          | 1:22:34 | 29.      |
| Artur Brzozowski                                                    | 20 km gyaloglás |           |           |           |          |          |          |          |          |          |          |          |          | 1:22:11 | 27.      |
| Maksymilian Szwed Karol Zalewski Daniel Sołtysiak Kajetan Duszyński | 4 × 400 m váltó |           |           |           | 3:01,21  | 7.       | 12.      |          |          |          |          |          |          | kiesett | kiesett  |

| Versenyző         | Versenyszám   | Selejtező | Selejtező | Döntő    | Döntő    |
| Versenyző         | Versenyszám   | Eredmény  | Helyezés  | Eredmény | Helyezés |
| ----------------- | ------------- | --------- | --------- | -------- | -------- |
| Piotr Lisek       | Rúdugrás      | 560 cm    | 15.***    | kiesett  | kiesett  |
| Robert Sobera     | Rúdugrás      | 560 cm    | 15.***    | kiesett  | kiesett  |
| Konrad Bukowiecki | Súlylökés     | 18,83 m   | 28.       | kiesett  | kiesett  |
| Michał Haratyk    | Súlylökés     | 19,94 m   | 19.       | kiesett  | kiesett  |
| Pawel Fajdek      | Kalapácsvetés | 76,56 m   | 9.        | 78,80 m  | 5.       |
| Wojciech Nowicki  | Kalapácsvetés | 76,32 m   | 10.       | 77,42 m  | 7.       |
| Marcin Krukowski  | Gerelyhajítás | 82,34 m   | 14.       | kiesett  | kiesett  |
| Cyprian Mrzygłód  | Gerelyhajítás | 78,50 m   | 23.       | kiesett  | kiesett  |
| Dawid Wegner      | Gerelyhajítás | 76,89 m   | 26.       | kiesett  | kiesett  |

Női
| Versenyző                                                                      | Versenyszám     | Selejtező | Selejtező | Selejtező | Előfutam | Előfutam | Előfutam | Vigaszág | Vigaszág | Vigaszág | Elődöntő | Elődöntő | Elődöntő | Döntő   | Döntő    |
| Versenyző                                                                      | Versenyszám     | Idő       | Hely.     | Össz.     | Idő      | Hely.    | Össz.    | Idő      | Hely.    | Össz.    | Idő      | Hely.    | Össz.    | Idő     | Helyezés |
| ------------------------------------------------------------------------------ | --------------- | --------- | --------- | --------- | -------- | -------- | -------- | -------- | -------- | -------- | -------- | -------- | -------- | ------- | -------- |
| Magdalena Stefanowicz                                                          | 100 m           | kiemelt   | kiemelt   | kiemelt   | 11,47    | 7.       | 49.      |          |          |          | kiesett  | kiesett  | kiesett  | kiesett | kiesett  |
| Ewa Swoboda                                                                    | 100 m           | kiemelt   | kiemelt   | kiemelt   | 10,99    | 1.       | 7.       |          |          |          | 11,08    | 4.       | 9.       | kiesett | kiesett  |
| Kriszcina Cimanovszkaja                                                        | 200 m           |           |           |           | 23,30    | 5.       | 32.      | 23,01    | 2.       | 25.      | kiesett  | kiesett  | kiesett  | kiesett | kiesett  |
| Martyna Kotwiła                                                                | 200 m           |           |           |           | 23,43    | 6.       | 39.      | 23,50    | 4.       | 38.      | kiesett  | kiesett  | kiesett  | kiesett | kiesett  |
| Natalia Kaczmarek                                                              | 400 m           |           |           |           | 49,98    | 1.       | 5.       | erőnyerő | erőnyerő | erőnyerő | 49,45    | 1.       | 3.       | 48,98   |          |
| Justyna Święty-Ersetic                                                         | 400 m           |           |           |           | 50,95    | 4.       | 20.      | 50,89    | 2.       | 25.      | kiesett  | kiesett  | kiesett  | kiesett | kiesett  |
| Anna Wielgosz                                                                  | 800 m           |           |           |           | 2:02,54  | 8.       | 42.      | 2:05,77  | 7.       | 44.      | kiesett  | kiesett  | kiesett  | kiesett | kiesett  |
| Klaudia Kazimierska                                                            | 1500 m          |           |           |           | 4:03,49  | 4.       | 23.      | erőnyerő | erőnyerő | erőnyerő | 4:00,21  | 5.       | 17.      | 4:00,12 | 10.      |
| Weronika Lizakowska                                                            | 1500 m          |           |           |           | 4:01,54  | 5.       | 13.      | erőnyerő | erőnyerő | erőnyerő | 3:57,31  | 7.       | 7.       | kiesett | kiesett  |
| Aleksandra Płocińska                                                           | 1500 m          |           |           |           | 4:10,12  | 14.      | 40.      | 4:09,47  | 9.       | 37.      | kiesett  | kiesett  | kiesett  | kiesett | kiesett  |
| Pia Skrzyszowska                                                               | 100 m gát       |           |           |           | 12,82    | 3.       | 16.      | erőnyerő | erőnyerő | erőnyerő | 12,55    | 3.*      | 9.*      | kiesett | kiesett  |
| Alicja Konieczek                                                               | 3000 m akadály  |           |           |           | 9:16,51  | 4.       | 16.      |          |          |          |          |          |          | 9:21,31 | 13.      |
| Aneta Konieczek                                                                | 3000 m akadály  |           |           |           | 9:24,43  | 9.       | 22.      |          |          |          |          |          |          | kiesett | kiesett  |
| Kinga Królik                                                                   | 3000 m akadály  |           |           |           | 9:26,61  | 8.       | 25.      |          |          |          |          |          |          | kiesett | kiesett  |
| Aleksandra Lisowska                                                            | Maraton         |           |           |           |          |          |          |          |          |          |          |          |          | 2:31:10 | 36.      |
| Angelika Mach                                                                  | Maraton         |           |           |           |          |          |          |          |          |          |          |          |          | 2:37:56 | 64.      |
| Katarzyna Zdziebło                                                             | 20 km gyaloglás |           |           |           |          |          |          |          |          |          |          |          |          | 1:33:52 | 30.      |
| Magdalena Niemczyk Kriszcina Cimanovszkaja Magdalena Stefanowicz Ewa Swoboda   | 4 × 100 m váltó |           |           |           | 42,86    | 5.       | 12.      |          |          |          |          |          |          | kiesett | kiesett  |
| Anastazja Kuś Justyna Święty-Ersetic Aleksandra Formella Alicja Wrona-Kutrzepa | 4 × 400 m váltó |           |           |           | 3:26,69  | 6.       | 10.      |          |          |          |          |          |          | kiesett | kiesett  |

| Versenyző        | Versenyszám   | Selejtező | Selejtező | Döntő    | Döntő    |
| Versenyző        | Versenyszám   | Eredmény  | Helyezés  | Eredmény | Helyezés |
| ---------------- | ------------- | --------- | --------- | -------- | -------- |
| Maria Żodzik     | Magasugrás    | 183 cm    | 28.**     | kiesett  | kiesett  |
| Nikola Horowska  | Távolugrás    | 631 cm    | 27.       | kiesett  | kiesett  |
| Klaudia Kardasz  | Súlylökés     | 17,45 m   | 19.       | kiesett  | kiesett  |
| Daria Zabawska   | Diszkoszvetés | 60,86 m   | 20.       | kiesett  | kiesett  |
| Malwina Kopron   | Kalapácsvetés | 67,68 m   | 23.       | kiesett  | kiesett  |
| Anita Włodarczyk | Kalapácsvetés | 71,06 m   | 12.       | 74,23 m  | 4.       |
| Maria Andrejczyk | Gerelyhajítás | 65,52 m   | 1.        | 62,44 m  | 8.       |

| Versenyző               | Versenyszám | 100 m gát | 100 m gát | Magasugrás | Magasugrás | Súlylökés | Súlylökés | 200 m | 200 m | Távolugrás | Távolugrás | Gerelyhajítás | Gerelyhajítás | 800 m   | 800 m | Végeredmény | Végeredmény |
| Versenyző               | Versenyszám | Idő       | Pont      | Eredmény   | Pont       | Eredmény  | Pont      | Idő   | Pont  | Eredmény   | Pont       | Eredmény      | Pont          | Idő     | Pont  | Pont        | Helyezés    |
| ----------------------- | ----------- | --------- | --------- | ---------- | ---------- | --------- | --------- | ----- | ----- | ---------- | ---------- | ------------- | ------------- | ------- | ----- | ----------- | ----------- |
| Adrianna Sułek-Schubert | Hétpróba    | 13,32     | 1077      | 177 cm     | 941        | 13,94 m   | 790       | 24,20 | 962   | 622 cm     | 918        | 36,63 m       | 603           | 2:12,06 | 935   | 6226        | 12.         |

Vegyes
| Versenyző                                                                                             | Versenyszám              | Előfutam | Előfutam | Előfutam | Döntő   | Döntő    |
| Versenyző                                                                                             | Versenyszám              | Idő      | Hely.    | Össz.    | Idő     | Helyezés |
| --- | ------------------------ | -------- | -------- | -------- | ------- | -------- |
| Maksymilian Szwed Justyna Święty-Ersetic Karol Zalewski Alicja Wrona-Kutrzepa Marika Popowicz-Drapała | 4 × 400 m váltó          | 3:11,43  | 5.       | 7.       | 3:12,39 | 7.       |
| Maher Ben Hlima Olga Chojecka                                                                         | Maratoni gyaloglás váltó |          |          |          | 3:00:55 | 16.      |

* - egy másik versenyzővel azonos eredményt ért el

** - két másik versenyzővel azonos eredményt ért el

*** - négy másik versenyzővel azonos eredményt ért el

## Birkózás
Férfi
Kötöttfogású
| Versenyző          | Versenyszám | Nyolcaddöntő           | Negyeddöntő                  | Elődöntő          | Vigaszág elődöntő        | Bronz- mérkőzés           | Döntő             | Helyezés |
| Versenyző          | Versenyszám | Ellenfél Eredmény      | Ellenfél Eredmény            | Ellenfél Eredmény | Ellenfél Eredmény        | Ellenfél Eredmény         | Ellenfél Eredmény | Helyezés |
| ------------------ | ----------- | ---------------------- | ---------------------------- | ----------------- | ------------------------ | ------------------------- | ----------------- | -------- |
| Arkadiusz Kułynycz | 87 kg       | Ali Cengiz (TUR) · 5–3 | Alireza Mohmadi (IRI) · 1–10 |                   | Carlos Muñoz (COL) · 3–1 | Zsan Belenyuk (UKR) · 1–3 |                   | 5.       |

Szabadfogású
| Versenyző           | Versenyszám | Nyolcaddöntő                   | Negyeddöntő                       | Elődöntő          | Vigaszág elődöntő                     | Bronz- mérkőzés                    | Döntő             | Helyezés |
| Versenyző           | Versenyszám | Ellenfél Eredmény              | Ellenfél Eredmény                 | Ellenfél Eredmény | Ellenfél Eredmény                     | Ellenfél Eredmény                  | Ellenfél Eredmény | Helyezés |
| ------------------- | ----------- | ------------------------------ | --------------------------------- | ----------------- | ------------------------------------- | ---------------------------------- | ----------------- | -------- |
| Zbigniew Baranowski | 97 kg       | Radu Lefter (MDA) · 8–2        | Magomedkhan Magomedov (AZE) · 2–7 | kiesett           | kiesett                               | kiesett                            | kiesett           | 8.       |
| Robert Baran        | 125 kg      | Yusup Batirmurzaev (KAZ) · 4–1 | Geno Petriasvili (GEO) · 2–9      |                   | Olekszandr Hocjanyivszkij (UKR) · 3–0 | Giorgi Meshvildishvili (AZE) · 3–9 |                   | 5.       |

Női
Szabadfogású
| Versenyző       | Versenyszám | Nyolcaddöntő                       | Negyeddöntő           | Elődöntő          | Vigaszág elődöntő                | Bronz- mérkőzés   | Döntő             | Helyezés |
| Versenyző       | Versenyszám | Ellenfél Eredmény                  | Ellenfél Eredmény     | Ellenfél Eredmény | Ellenfél Eredmény                | Ellenfél Eredmény | Ellenfél Eredmény | Helyezés |
| --------------- | ----------- | ---------------------------------- | --------------------- | ----------------- | -------------------------------- | ----------------- | ----------------- | -------- |
| Anhelina Lysak  | 57 kg       | Alina Hrushyna (UKR) · 13–16       | kiesett               | kiesett           | kiesett                          | kiesett           | kiesett           | 10.      |
| Wiktoria Chołuj | 68 kg       | Csou Feng (Zhou Feng) (CHN) · 10–3 | Amit Elor (USA) · 0–8 |                   | Buse Tosun Çavuşoğlu (TUR) · 3–4 | kiesett           | kiesett           | 8.       |

## Cselgáncs
Férfi
| Versenyző      | Versenyszám  | 32-es főtábla                       | Nyolcaddöntő                       | Negyeddöntő       | Elődöntő          | Vigaszág elődöntő | Bronz- mérkőzés   | Döntő             | Helyezés |
| Versenyző      | Versenyszám  | Ellenfél Eredmény                   | Ellenfél Eredmény                  | Ellenfél Eredmény | Ellenfél Eredmény | Ellenfél Eredmény | Ellenfél Eredmény | Ellenfél Eredmény | Helyezés |
| -------------- | ------------ | ----------------------------------- | ---------------------------------- | ----------------- | ----------------- | ----------------- | ----------------- | ----------------- | -------- |
| Adam Stodolski | Könnyűsúly   | Manuel Lombardo (ITA) · 00(1)–10(1) | kiesett                            | kiesett           | kiesett           | kiesett           | kiesett           | kiesett           | 17.      |
| Piotr Kuczera  | Félnehézsúly | Thomas Briceño (CHI) · 10(0)–00(2)  | Zelym Kotsoiev (AZE) · 00(1)–10(0) | kiesett           | kiesett           | kiesett           | kiesett           | kiesett           | 9.       |

Női
| Versenyző           | Versenyszám  | 32-es főtábla                            | Nyolcaddöntő                             | Negyeddöntő       | Elődöntő          | Vigaszág elődöntő | Bronz- mérkőzés   | Döntő             | Helyezés |
| Versenyző           | Versenyszám  | Ellenfél Eredmény                        | Ellenfél Eredmény                        | Ellenfél Eredmény | Ellenfél Eredmény | Ellenfél Eredmény | Ellenfél Eredmény | Ellenfél Eredmény | Helyezés |
| ------------------- | ------------ | ---------------------------------------- | ---------------------------------------- | ----------------- | ----------------- | ----------------- | ----------------- | ----------------- | -------- |
| Angelika Szymańska  | Váltósúly    | Savita Russo (ITA) · 01(1)–00(1)         | Prisca Awiti Alcaraz (MEX) · 00(1)–01(1) | kiesett           | kiesett           | kiesett           | kiesett           | kiesett           | 9.       |
| Beata Pacut-Kloczko | Félnehézsúly | Ange Ciella Niragira (BDI) · 10(0)–00(0) | Guusje Steenhuis (NED) · 00(2)–01(1)     | kiesett           | kiesett           | kiesett           | kiesett           | kiesett           | 9.       |

## Evezés
Férfi
| Versenyző                                                       | Versenyszám   | Előfutam | Előfutam | Vigaszág | Vigaszág | Döntő | Döntő   | Döntő | Helyezés |
| Versenyző                                                       | Versenyszám   | Idő      | Hely.    | Idő      | Hely.    | Típus | Idő     | Hely. | Helyezés |
| --------------------------------------------------------------- | ------------- | -------- | -------- | -------- | -------- | ----- | ------- | ----- | -------- |
| Dominik Czaja Mateusz Biskup Mirosław Ziętarski Fabian Barański | Négypárevezős | 5:44,39  | 2.       | erőnyerő | erőnyerő | A     | 5:44,59 | 3.    |          |

Női
| Versenyző                      | Versenyszám              | Előfutam | Előfutam | Vigaszág | Vigaszág | Elődöntő | Elődöntő | Elődöntő | Döntő | Döntő   | Döntő | Helyezés |
| Versenyző                      | Versenyszám              | Idő      | Hely.    | Idő      | Hely.    | Típus    | Idő      | Hely.    | Típus | Idő     | Hely. | Helyezés |
| ------------------------------ | ------------------------ | -------- | -------- | -------- | -------- | -------- | -------- | -------- | ----- | ------- | ----- | -------- |
| Martyna Radosz Katarzyna Wełna | Könnyűsúlyú kétpárevezős | 7:11,14  | 4.       | 7:16,26  | 1.       | A/B      | 7:06,69  | 4.       | B     | 7:08,47 | 3.    | 9.       |

## Golf
| Versenyző     | Versenyszám  | 1. forduló | 1. forduló | 2. forduló | 2. forduló | 3. forduló | 3. forduló | 4. forduló | 4. forduló | Összesen | Összesen | Összesen |
| Versenyző     | Versenyszám  | Pont       | Par        | Pont       | Par        | Pont       | Par        | Pont       | Par        | Pontszám | Par      | Helyezés |
| ------------- | ------------ | ---------- | ---------- | ---------- | ---------- | ---------- | ---------- | ---------- | ---------- | -------- | -------- | -------- |
| Adrian Meronk | Férfi egyéni | 73         | +2         | 71         | 0          | 72         | +1         | 71         | 0          | 287      | +3       | =49.     |

## Íjászat
Női
| Versenyző      | Versenyszám | Selejtező | Selejtező | 64-es főtábla                   | 32-es főtábla                 | Nyolcaddöntő      | Negyeddöntő       | Elődöntő          | Döntő             | Helyezés |
| Versenyző      | Versenyszám | Pont      | Kiemelés  | Ellenfél Eredmény               | Ellenfél Eredmény             | Ellenfél Eredmény | Ellenfél Eredmény | Ellenfél Eredmény | Ellenfél Eredmény | Helyezés |
| -------------- | ----------- | --------- | --------- | ------------------------------- | ----------------------------- | ----------------- | ----------------- | ----------------- | ----------------- | -------- |
| Wioleta Myszor | Egyéni      | 626       | 54.       | Ankita Bhakat (IND) (11.) · 6–4 | Bhajan Kaur (IND) (22.) · 0–6 | kiesett           | kiesett           | kiesett           | kiesett           | 17.      |

## Kajak-kenu

### Gyorsasági
Férfi
| Versenyző                      | Versenyszám        | Előfutam | Előfutam | Előfutam | Negyeddöntő | Negyeddöntő | Negyeddöntő | Elődöntő | Elődöntő | Elődöntő | Döntő | Döntő   | Döntő    | Helyezés |
| Versenyző                      | Versenyszám        | Idő      | Hely.    | Össz.    | Idő         | Hely.       | Össz.       | Idő      | Hely.    | Össz.    | Típus | Idő     | Helyezés | Helyezés |
| ------------------------------ | ------------------ | -------- | -------- | -------- | ----------- | ----------- | ----------- | -------- | -------- | -------- | ----- | ------- | -------- | -------- |
| Jakub Stepun Przemysław Korsak | Kajak kettes 500 m | 1:28,84  | 1.       | 5.       | erőnyerő    | erőnyerő    | erőnyerő    | 1:30,95  | 8.       | 15.      | B     | 1:32,05 | 5.       | 13.      |
| Wiktor Głazunow                | Kenu egyes 1000 m  | 3:48,40  | 1.       | 6.       | erőnyerő    | erőnyerő    | erőnyerő    | 3:45,30  | 3.       | 4.       | A     | 3:49,05 | 6.       | 6.       |

Női
| Versenyző                                                 | Versenyszám        | Előfutam | Előfutam | Előfutam | Negyeddöntő | Negyeddöntő | Negyeddöntő | Elődöntő | Elődöntő | Elődöntő | Döntő   | Döntő   | Döntő    | Helyezés |
| Versenyző                                                 | Versenyszám        | Idő      | Hely.    | Össz.    | Idő         | Hely.       | Össz.       | Idő      | Hely.    | Össz.    | Típus   | Idő     | Helyezés | Helyezés |
| --------------------------------------------------------- | ------------------ | -------- | -------- | -------- | ----------- | ----------- | ----------- | -------- | -------- | -------- | ------- | ------- | -------- | -------- |
| Dominika Putto                                            | Kajak egyes 500 m  | 1:52,49  | 3.       | 18.      | 1:51,82     | 1.          | 9.          | 1:51,43  | 5.       | 15.      | C       | 1:52,85 | 2.       | 18.      |
| Martyna Klatt Helena Wiśniewska                           | Kajak kettes 500 m | 1:40,95  | 1.       | 4.       | erőnyerő    | erőnyerő    | erőnyerő    | 1:40,73  | 6.       | 13.      | B       | 1:45,18 | 5.       | 13.      |
| Karolina Naja Anna Puławska                               | Kajak kettes 500 m | 1:39,18  | 2.       | 2.       | erőnyerő    | erőnyerő    | erőnyerő    | 1:42,14  | 7.       | 14.      | B       | 1:43,82 | 3.       | 11.      |
| Karolina Naja Anna Puławska Adrianna Kąkol Dominika Putto | Kajak négyes 500 m | 1:33,87  | 3.       | 6.       |             |             |             | erőnyerő | erőnyerő | erőnyerő | A       | 1:33,17 | 4.       | 4.       |
| Dorota Borowska                                           | Kenu egyes 200 m   | 47,92    | 1.       | 14.      | erőnyerő    | erőnyerő    | erőnyerő    | 46,52    | 6.       | 11.      | B       | 46,36   | 2.       | 10.      |
| Katarzyna Szperkiewicz                                    | Kenu egyes 200 m   | 47,49    | 4.       | 11.      | 47,74       | 3.          | 6.          | kiesett  | kiesett  | kiesett  | kiesett | kiesett | kiesett  | 17.      |
| Sylwia Szczerbińska Dorota Borowska                       | Kenu kettes 500 m  | 1:58,42  | 3.       | 6.       | 1:55,39     | 1.          | 1.          | 1:57,19  | 4.       | 9.       | A       | 1:55,75 | 5.       | 5.       |

### Szlalom
Férfi
| Versenyző        | Versenyszám | Selejtező | Selejtező | Selejtező | Selejtező | Selejtező     | Selejtező     | Elődöntő | Elődöntő | Döntő   | Döntő    |
| Versenyző        | Versenyszám | 1. futam  | 1. futam  | 2. futam  | 2. futam  | Jobb eredmény | Jobb eredmény | Elődöntő | Elődöntő | Döntő   | Döntő    |
| Versenyző        | Versenyszám | Pont      | Hely.     | Pont      | Hely.     | Pont          | Hely.         | Pont     | Hely.    | Pont    | Helyezés |
| ---------------- | ----------- | --------- | --------- | --------- | --------- | ------------- | ------------- | -------- | -------- | ------- | -------- |
| Mateusz Polaczyk | Kajak egyes | 87,89     | 10.       | 139,58    | 23.       | 87,89         | 13.           | 98,49    | 13.      | kiesett | kiesett  |
| Grzegorz Hedwig  | Kenu egyes  | 94,08     | 7.        | 100,30    | 13.       | 94,08         | 8.            | 104,24   | 12.      | 105,81  | 10.      |

Női
| Versenyző         | Versenyszám | Selejtező | Selejtező | Selejtező | Selejtező | Selejtező     | Selejtező     | Elődöntő | Elődöntő | Döntő   | Döntő    |
| Versenyző         | Versenyszám | 1. futam  | 1. futam  | 2. futam  | 2. futam  | Jobb eredmény | Jobb eredmény | Elődöntő | Elődöntő | Döntő   | Döntő    |
| Versenyző         | Versenyszám | Pont      | Hely.     | Pont      | Hely.     | Pont          | Hely.         | Pont     | Hely.    | Pont    | Helyezés |
| ----------------- | ----------- | --------- | --------- | --------- | --------- | ------------- | ------------- | -------- | -------- | ------- | -------- |
| Klaudia Zwolińska | Kajak egyes | 96,33     | 5.        | 93,03     | 2.        | 93,03         | 2.            | 99,84    | 2.       | 97,53   |          |
| Klaudia Zwolińska | Kenu egyes  | 106,84    | 6.        | 107,89    | 9.        | 106,84        | 10.           | 123,64   | 17.      | kiesett | kiesett  |

Krossz
| Versenyző         | Versenyszám | Selejtező | Selejtező | 1. forduló                                                                       | 1. forduló | Vigaszág                                               | Vigaszág | Nyolcaddöntő                                                                     | Nyolcaddöntő | Negyeddöntő                                                                        | Negyeddöntő | Elődöntő                                                                  | Elődöntő | 5–8. helyért                                                  | 5–8. helyért | Döntő      | Döntő   | Helyezés |
| Versenyző         | Versenyszám | Idő       | Hely.     | Ellenfelek                                                                       | Hely.      | Ellenfelek                                             | Hely.    | Ellenfelek                                                                       | Hely.        | Ellenfelek                                                                         | Hely.       | Ellenfelek                                                                | Hely.    | Ellenfelek                                                    | Hely.        | Ellenfelek | Hely.   | Helyezés |
| ----------------- | ----------- | --------- | --------- | -------------------------------------------------------------------------------- | ---------- | ------------------------------------------------------ | -------- | -------------------------------------------------------------------------------- | ------------ | ---------------------------------------------------------------------------------- | ----------- | ------------------------------------------------------------------------- | -------- | ------------------------------------------------------------- | ------------ | ---------- | ------- | -------- |
| Grzegorz Hedwig   | Férfi       | 81,42     | 35.       | 10 csoport · Manuel Ochoa (ESP) · Alex Baldoni (CAN) · Jiří Prskavec (CZE)       | 4.         | 2 csoport · Benjamin Savšek (SLO) · Mathis Soudi (MAR) | 1.       | 6 csoport · Timothy Anderson (AUS) · Felix Oschmautz (AUT) · Stefan Hengst (GER) | 2.           | 3 csoport · Boris Neveu (FRA) · Martin Dougoud (SUI) · Timothy Anderson (AUS)      | 4.          | kiesett                                                                   | kiesett  | kiesett                                                       | kiesett      | kiesett    | kiesett | 16.      |
| Mateusz Polaczyk  | Férfi       | 68,11     | 9.        | 9 csoport · Timothy Anderson (AUS) · Wu Shao-hsuan (TPE) · Benjamin Savšek (SLO) | 2.         | erőnyerő                                               | erőnyerő | 4 csoport · Giovanni De Gennaro (ITA) · Yves Bourhis (SEN) · Adam Burgess (GBR)  | 2.           | 2 csoport · Finn Butcher (NZL) · Benjamin Savšek (SLO) · Giovanni De Gennaro (ITA) | 2.          | 1 csoport · Joseph Clarke (GBR) · Finn Butcher (NZL) · Jakub Grigar (SVK) | 4.       | Martin Dougoud (SUI) · Jakub Grigar (SVK) · Boris Neveu (FRA) | 4.           |            |         | 8.       |
| Klaudia Zwolińska | Női         | 75,19     | 18.       | 7 csoport · Ricarda Funk (GER) · Alena Marx (SUI)                                | 3.         | 3 csoport · Madison Corcoran (IRL) · Li Shiting (CHN)  | 1.       | 2 csoport · Elena Lilik (GER) · Stefanie Horn (ITA) · Antonie Galušková (CZE)    | 3.           | kiesett                                                                            | kiesett     | kiesett                                                                   | kiesett  | kiesett                                                       | kiesett      | kiesett    | kiesett | 22.      |

## Kerékpározás

### Hegyi-kerékpározás
| Versenyző         | Versenyszám        | Idő        | Helyezés |
| ----------------- | ------------------ | ---------- | -------- |
| Krzysztof Łukasik | Férfi terepverseny | 1:33:55    | 27.      |
| Paula Gorycka     | Női terepverseny   | lekörözték | 27.      |

### Országúti kerékpározás
Férfi
| Versenyző             | Versenyszám   | Idő                 | Helyezés |
| --------------------- | ------------- | ------------------- | -------- |
| Stanisław Aniołkowski | Mezőnyverseny | 6:38:03 (+18:29)    | 61.      |
| Michał Kwiatkowski    | Időfutam      | 38:49,60 (+2:37,44) | 23.      |

Női
| Versenyző                | Versenyszám   | Idő                 | Helyezés |
| ------------------------ | ------------- | ------------------- | -------- |
| Katarzyna Niewiadoma     | Mezőnyverseny | 4:02:07 (+2:44)     | 8.       |
| Marta Lach               | Mezőnyverseny | 4:02:50 (+3:27)     | 10.      |
| Marta Lach               | Időfutam      | 43:03,43 (+3:25,19) | 18.      |
| Agnieszka Skalniak-Sójka | Időfutam      | 42:24,62 (+2:46,38) | 12.      |
| Agnieszka Skalniak-Sójka | Mezőnyverseny | 4:07:16 (+7:53)     | 45.      |

### Pálya-kerékpározás
Sprintversenyek
| Versenyző                                  | Versenyszám  | Selejtező | Selejtező | 1. forduló                   | Vigaszág                                                         | Vigaszág | 2. forduló                     | Vigaszág                      | Nyolcaddöntő                     | Vigaszág                                                 | Vigaszág | Negyeddöntő                                                                | 5–8. helyért                                                       | 5–8. helyért | Elődöntő             | Döntő                                                                                | Helyezés |
| Versenyző                                  | Versenyszám  | Idő       | Hely.     | Ellenfél Győztes idő         | Ellenfelek Győztes idő                                           | Hely.    | Ellenfél Győztes idő           | Ellenfél Győztes idő          | Ellenfél Győztes idő             | Ellenfelek Győztes idő                                   | Hely.    | Ellenfél Győztes idő                                                       | Ellenfelek Győztes idő                                             | Hely.        | Ellenfél Győztes idő | Ellenfél Győztes idő                                                                 | Helyezés |
| ------------------------------------------ | ------------ | --------- | --------- | ---------------------------- | ---------------------------------------------------------------- | -------- | ------------------------------ | ----------------------------- | -------------------------------- | -------------------------------------------------------- | -------- | -------------------------------------------------------------------------- | ------------------------------------------------------------------ | ------------ | -------------------- | ------------------------------------------------------------------------------------ | -------- |
| Mateusz Rudyk                              | Férfi egyéni | 9,416     | 11.       | Sam Dakin (NZL) · 9,906      |                                                                  |          | Jeffrey Hoogland (NED) · 9,790 | Jaïr Tjon En Fa (SUR) · 9,868 | Matthew Richardson (AUS) · 9,756 | Mikhail Iakovlev (ISR) · Azizulhasni Awang (MAS) · 9,966 | 1.       | Harrie Lavreysen (NED) · 9,720, 9,868                                      | Yuta Obara (JPN) · Hamish Turnbull (GBR) · Kaiya Ota (JPN) · 9,974 | 1.           |                      |                                                                                      | 5.       |
| Marlena Karwacka                           | Női egyéni   | 10,758    | 23.       | Emma Finucane (GBR) · 11,172 | Taky Marie-Divine Kouamé (FRA) · Stefany Cuadrado (COL) · 11,211 | 2.       | kiesett                        | kiesett                       | kiesett                          | kiesett                                                  | kiesett  | kiesett                                                                    | kiesett                                                            | kiesett      | kiesett              | kiesett                                                                              | 23.      |
| Nikola Sibiak                              | Női egyéni   | 10,945    | 25.       | kiesett                      | kiesett                                                          | kiesett  | kiesett                        | kiesett                       | kiesett                          | kiesett                                                  | kiesett  | kiesett                                                                    | kiesett                                                            | kiesett      | kiesett              | kiesett                                                                              | 25.      |
| Marlena Karwacka Urszula Łoś Nikola Sibiak | Női csapat   | 47,284    | 7.        |                              |                                                                  |          |                                |                               |                                  |                                                          |          | Új-Zéland (NZL) · Ellesse Andrews · Shaane Fulton · Rebecca Petch · 45,348 |                                                                    |              |                      | 7. helyért · Kanada (CAN) · Lauriane Genest · Kelsey Mitchell · Sarah Orban · 47,175 | 7.       |

Keirin
| Versenyző        | Versenyszám | 1. forduló | Vigaszág | Negyeddöntő | Elődöntő | 7–12. helyért | Döntő    | Helyezés |
| Versenyző        | Versenyszám | Helyezés   | Helyezés | Helyezés    | Helyezés | Helyezés      | Helyezés | Helyezés |
| ---------------- | ----------- | ---------- | -------- | ----------- | -------- | ------------- | -------- | -------- |
| Mateusz Rudyk    | Férfi       | 2.         | erőnyerő | 3.          | 6.       | 4.            |          | 10.      |
| Marlena Karwacka | Női         | 3.         | 3.       | kiesett     | kiesett  | kiesett       | kiesett  | 19.      |
| Urszula Łoś      | Női         | 5.         | 5.       | kiesett     | kiesett  | kiesett       | kiesett  | 27.      |

Omnium
| Versenyző     | Versenyszám | 10 km-es scratch | 10 km-es scratch | 10 km-es tempóverseny | 10 km-es tempóverseny | Kieséses verseny | Kieséses verseny | 25 km-es pontverseny | 25 km-es pontverseny | Összesítés | Összesítés |
| Versenyző     | Versenyszám | Pont             | Hely.            | Pont                  | Hely.                 | Pont             | Hely.            | Pont                 | Hely.                | Pont       | Helyezés   |
| ------------- | ----------- | ---------------- | ---------------- | --------------------- | --------------------- | ---------------- | ---------------- | -------------------- | -------------------- | ---------- | ---------- |
| Alan Banaszek | Férfi       | 4                | 19.              | 8                     | 17.                   | 24               | 9.               | 5                    | 11.                  | 41         | 18.        |

| Versenyző     | Versenyszám | 7,5 km-es scratch | 7,5 km-es scratch | 7,5 km-es tempóverseny | 7,5 km-es tempóverseny | Kieséses verseny | Kieséses verseny | 20 km-es pontverseny | 20 km-es pontverseny | Összesítés | Összesítés |
| Versenyző     | Versenyszám | Pont              | Hely.             | Pont                   | Hely.                  | Pont             | Hely.            | Pont                 | Hely.                | Pont       | Helyezés   |
| ------------- | ----------- | ----------------- | ----------------- | ---------------------- | ---------------------- | ---------------- | ---------------- | -------------------- | -------------------- | ---------- | ---------- |
| Daria Pikulik | Női         | 14                | 14.               | 36                     | 3.                     | 22               | 10.              | 59                   | 1.                   | 131        |            |

Madison
| Versenyző                      | Versenyszám | Döntő | Döntő | Helyezés |
| Versenyző                      | Versenyszám | Pont  | Hely. | Helyezés |
| ------------------------------ | ----------- | ----- | ----- | -------- |
| Daria Pikulik Wiktoria Pikulik | Női         | 14    | 7.    | 7.       |

## Kosárlabda

### Férfi 3x3
| Lengyel férfi 3x3 kosárlabdacsapat-játékoskeret | Lengyel férfi 3x3 kosárlabdacsapat-játékoskeret |
| ----------------------------------------------- | ----------------------------------------------- |
| - Adrian Bogucki - Filip Matczak                | - Michał Sokołowski - Przemysław Zamojski       |

#### Eredmények
Csoportkör
| Hely. | Csapat                  | M | Gy | V | P+  | P–  | Pk  | Továbbjutás |
| ----- | ----------------------- | - | -- | - | --- | --- | --- | ----------- |
| 1.    | Lettország (LAT)        | 7 | 7  | 0 | 147 | 103 | +44 | Elődöntő    |
| 2.    | Hollandia (NED)         | 7 | 5  | 2 | 133 | 112 | +21 | Elődöntő    |
| 3.    | Litvánia (LTU)          | 7 | 4  | 3 | 134 | 125 | +9  | Negyeddöntő |
| 4.    | Szerbia (SRB)           | 7 | 4  | 3 | 129 | 123 | +6  | Negyeddöntő |
| 5.    | Franciaország (FRA) (R) | 7 | 3  | 4 | 131 | 132 | −1  | Negyeddöntő |
| 6.    | Lengyelország (POL)     | 7 | 2  | 5 | 116 | 139 | −23 | Negyeddöntő |
| 7.    | Egyesült Államok (USA)  | 7 | 2  | 5 | 116 | 138 | −22 |             |
| 8.    | Kína (CHN)              | 7 | 1  | 6 | 107 | 141 | −34 |             |

1. 1 2  Litvánia 20–18 Szerbia
2. 1 2  Egyesült Államok 17–19 Lengyelország

| 2024. július 30. 22:05 | Lengyelország (POL) | 19–21 | Franciaország (FRA) | Concorde tér, Párizs Játékvezetők: Csabai-Kaskötő Brigitta (HUN), Vlad Ghizdareanu (ROU) |
| 2024. július 30. 22:05 | Jegyzőkönyv         |       |                     | Concorde tér, Párizs Játékvezetők: Csabai-Kaskötő Brigitta (HUN), Vlad Ghizdareanu (ROU) |
| 2024. július 30. 22:05 | Bogucki, Zamojski 6 | Pont  | Dussoulier 9        | Concorde tér, Párizs Játékvezetők: Csabai-Kaskötő Brigitta (HUN), Vlad Ghizdareanu (ROU) |

| 2024. július 31. 22:35 | Egyesült Államok (USA) | 17–19 | Lengyelország (POL) | Concorde tér, Párizs Játékvezetők: Jasmina Juras (SRB), Vlad Ghizdareanu (ROU) |
| 2024. július 31. 22:35 | Jegyzőkönyv            |       |                     | Concorde tér, Párizs Játékvezetők: Jasmina Juras (SRB), Vlad Ghizdareanu (ROU) |
| 2024. július 31. 22:35 | Barry, Travis 6        | Pont  | Bogucki 7           | Concorde tér, Párizs Játékvezetők: Jasmina Juras (SRB), Vlad Ghizdareanu (ROU) |

| 2024. augusztus 1. 13:25 | Litvánia (LTU) | 21–12 | Lengyelország (POL) | Concorde tér, Párizs Játékvezetők: Markos Michaelides (SUI), Deanna Jackson (USA) |
| 2024. augusztus 1. 13:25 | Jegyzőkönyv    |       |                     | Concorde tér, Párizs Játékvezetők: Markos Michaelides (SUI), Deanna Jackson (USA) |
| 2024. augusztus 1. 13:25 | Džiaugys 10    | Pont  | Bogucki 6           | Concorde tér, Párizs Játékvezetők: Markos Michaelides (SUI), Deanna Jackson (USA) |

| 2024. augusztus 1. 19:35 | Kína (CHN)  | 17–22 | Lengyelország (POL) | Concorde tér, Párizs Játékvezetők: Najib Chajiddine (FRA), Vlad Ghizdareanu (ROU) |
| 2024. augusztus 1. 19:35 | Jegyzőkönyv |       |                     | Concorde tér, Párizs Játékvezetők: Najib Chajiddine (FRA), Vlad Ghizdareanu (ROU) |
| 2024. augusztus 1. 19:35 | Zhang 9     | Pont  | Zamojski 9          | Concorde tér, Párizs Játékvezetők: Najib Chajiddine (FRA), Vlad Ghizdareanu (ROU) |

| 2024. augusztus 2. 10:35 | Lengyelország (POL) | 17–21 | Hollandia (NED) | Concorde tér, Párizs Játékvezetők: Deanna Jackson (USA), Jasmina Juras (SRB) |
| 2024. augusztus 2. 10:35 | Jegyzőkönyv         |       |                 | Concorde tér, Párizs Játékvezetők: Deanna Jackson (USA), Jasmina Juras (SRB) |
| 2024. augusztus 2. 10:35 | Zamojski 8          | Pont  | három játékos 6 | Concorde tér, Párizs Játékvezetők: Deanna Jackson (USA), Jasmina Juras (SRB) |

| 2024. augusztus 2. 22:05 | Szerbia (SRB) | 21–12 | Lengyelország (POL) | Concorde tér, Párizs Játékvezetők: Edmond Ho (HKG), Najib Chajiddine (FRA) |
| 2024. augusztus 2. 22:05 | Jegyzőkönyv   |       |                     | Concorde tér, Párizs Játékvezetők: Edmond Ho (HKG), Najib Chajiddine (FRA) |
| 2024. augusztus 2. 22:05 | Majstorović 7 | Pont  | Bogucki 6           | Concorde tér, Párizs Játékvezetők: Edmond Ho (HKG), Najib Chajiddine (FRA) |

| 2024. augusztus 4. 18:00 | Lengyelország (POL) | 16–22 | Lettország (LAT) | Concorde tér, Párizs Játékvezetők: Csabai-Kaskötő Brigitta (HUN), Edmond Ho (HKG) |
| 2024. augusztus 4. 18:00 | Jegyzőkönyv         |       |                  | Concorde tér, Párizs Játékvezetők: Csabai-Kaskötő Brigitta (HUN), Edmond Ho (HKG) |
| 2024. augusztus 4. 18:00 | Sokołowski 6        | Pont  | Miezis 13        | Concorde tér, Párizs Játékvezetők: Csabai-Kaskötő Brigitta (HUN), Edmond Ho (HKG) |

Negyeddöntő
| 2024. augusztus 4. 21:30 | Litvánia (LTU)       | 21–15 | Lengyelország (POL) | Concorde tér, Párizs Játékvezetők: Jasmina Juras (SRB), Najib Chajiddine (FRA) |
| 2024. augusztus 4. 21:30 | Jegyzőkönyv          |       |                     | Concorde tér, Párizs Játékvezetők: Jasmina Juras (SRB), Najib Chajiddine (FRA) |
| 2024. augusztus 4. 21:30 | Džiagyus, Vingelis 9 | Pont  | Sokołowski 7        | Concorde tér, Párizs Játékvezetők: Jasmina Juras (SRB), Najib Chajiddine (FRA) |

| Csapat              | Helyezés |
| ------------------- | -------- |
| Lengyelország (POL) | 6.       |

## Lovaglás
Díjlovaglás
| Versenyző                                            | Ló                              | Versenyszám | Selejtező | Selejtező | Selejtező | Döntő   | Döntő   | Végeredmény | Végeredmény |
| Versenyző                                            | Ló                              | Versenyszám | Csop.     | Pont      | Hely.     | Pont    | Hely.   | Pont        | Helyezés    |
| ---------------------------------------------------- | ------------------------------- | ----------- | --------- | --------- | --------- | ------- | ------- | ----------- | ----------- |
| Katarzyna Milczarek                                  | Guapo                           | Egyéni      | B         | 66,910    | 9.        | kiesett | kiesett | 66,910      | 48.         |
| Sandra Sysojeva                                      | Falco D'Espoir                  | Egyéni      | E         | 73,416    | 4.        | 80,075  | 15.     | 80,075      | 15.         |
| Aleksandra Szulc                                     | Breakdance                      | Egyéni      | F         | 60,078    | 10.       | kiesett | kiesett | 60,078      | 58.         |
| Katarzyna Milczarek Sandra Sysojeva Aleksandra Szulc | Guapo Falco D'Espoir Breakdance | Csapat      |           | 200,404   | 14.       | kiesett | kiesett | 200,404     | 14.         |

Díjugratás
| Versenyző                                          | Ló                            | Versenyszám | Selejtező | Selejtező | Selejtező | Döntő       | Döntő       | Döntő       | Döntő     | Döntő     | Döntő     | Végeredmény |
| Versenyző                                          | Ló                            | Versenyszám | Selejtező | Selejtező | Selejtező | Alapverseny | Alapverseny | Alapverseny | Szétugrás | Szétugrás | Szétugrás | Végeredmény |
| Versenyző                                          | Ló                            | Versenyszám | Bünt.     | Idő       | Hely.     | Bünt.       | Idő         | Hely.       | Bünt.     | Idő       | Hely.     | Helyezés    |
| -------------------------------------------------- | ----------------------------- | ----------- | --------- | --------- | --------- | ----------- | ----------- | ----------- | --------- | --------- | --------- | ----------- |
| Adam Grzegorzewski                                 | Issem                         | Egyéni      | 8         | 78,40     | 52.       | kiesett     | kiesett     | kiesett     |           |           |           | 52.         |
| Dawid Kubiak                                       | Flash Blue B                  | Egyéni      | 8         | 78,63     | 53.       | kiesett     | kiesett     | kiesett     |           |           |           | 53.         |
| Maksymilian Wechta                                 | Chepettano                    | Egyéni      | 12        | 76,19     | 58.       | kiesett     | kiesett     | kiesett     |           |           |           | 58.         |
| Adam Grzegorzewski Dawid Kubiak Maksymilian Wechta | Issem Flash Blue B Chepettano | Csapat      | 53        | 234,45    | 17.       | kiesett     | kiesett     | kiesett     |           |           |           | 17.         |

Lovastusa
| Versenyző                                                    | Ló                                               | Versenyszám | Díjlovaglás | Díjlovaglás | Tereplovaglás | Tereplovaglás | Tereplovaglás | Díjugratás | Díjugratás  | Díjugratás | Díjugratás | Végeredmény | Végeredmény |
| Versenyző                                                    | Ló                                               | Versenyszám | Díjlovaglás | Díjlovaglás | Tereplovaglás | Tereplovaglás | Tereplovaglás | Selejtező  | Selejtező   | Selejtező  | Döntő      | Végeredmény | Végeredmény |
| Versenyző                                                    | Ló                                               | Versenyszám | Bünt.       | Hely.       | Bünt.         | Bünt. össz.   | Hely.         | Bünt.      | Bünt. össz. | Hely.      | Bünt.      | Bünt.       | Helyezés    |
| ------------------------------------------------------------ | ------------------------------------------------ | ----------- | ----------- | ----------- | ------------- | ------------- | ------------- | ---------- | ----------- | ---------- | ---------- | ----------- | ----------- |
| Jan Kamiński                                                 | Jard                                             | Egyéni      | 35,80       | 46.         | visszalépett  | visszalépett  | visszalépett  | kiesett    | kiesett     | kiesett    | kiesett    | helyezetlen | helyezetlen |
| Małgorzata Korycka                                           | Canvalencia                                      | Egyéni      | 39,40       | 57.         | 21,20         | 60,60         | 44.           | 10,00      | 70,60       | 39.        | kiesett    | 70,60       | 39.         |
| Robert Powała                                                | Tosca del Castegno                               | Egyéni      | 34,70       | 39.         | 60,00         | 94,70         | 54.           | 1,60       | 96,30       | 48.        | kiesett    | 96,30       | 48.         |
| Jan Kamiński Małgorzata Korycka Robert Powała Wiktoria Knap* | Jard Canvalencia Tosca del Castegno Quintus 134* | Csapat      | 109,90      | 15.         | 281,20        | 391,10        | 16.           |            |             |            | 34,40      | 425,50      | 16.         |

* - csere a tereplovaglásban

## Műugrás
Férfi
| Versenyző          | Versenyszám        | Selejtező | Selejtező | Elődöntő | Elődöntő | Döntő   | Döntő    |
| Versenyző          | Versenyszám        | Pont      | Helyezés  | Pont     | Helyezés | Pont    | Helyezés |
| ------------------ | ------------------ | --------- | --------- | -------- | -------- | ------- | -------- |
| Robert Łukaszewicz | Egyéni toronyugrás | 366,05    | 18.       | 396,45   | 14.      | kiesett | kiesett  |

## Ökölvívás
Férfi
| Versenyző          | Versenyszám | Selejtező              | Nyolcaddöntő            | Negyeddöntő       | Elődöntő          | Döntő             | Helyezés |
| Versenyző          | Versenyszám | Ellenfél Eredmény      | Ellenfél Eredmény       | Ellenfél Eredmény | Ellenfél Eredmény | Ellenfél Eredmény | Helyezés |
| ------------------ | ----------- | ---------------------- | ----------------------- | ----------------- | ----------------- | ----------------- | -------- |
| Damian Durkacz     | Váltósúly   | Rami Kiwan (BUL) · 0–5 | kiesett                 | kiesett           | kiesett           | kiesett           | 17.      |
| Mateusz Bereźnicki | Nehézsúly   |                        | Jack Marley (IRL) · 1–4 | kiesett           | kiesett           | kiesett           | 9.       |

Női
| Versenyző       | Versenyszám | Selejtező                  | Nyolcaddöntő                  | Negyeddöntő                  | Elődöntő                   | Döntő                                 | Helyezés |
| Versenyző       | Versenyszám | Ellenfél Eredmény          | Ellenfél Eredmény             | Ellenfél Eredmény            | Ellenfél Eredmény          | Ellenfél Eredmény                     | Helyezés |
| --------------- | ----------- | -------------------------- | ----------------------------- | ---------------------------- | -------------------------- | ------------------------------------- | -------- |
| Julia Szeremeta | Pehelysúly  | Omailyn Alcalá (VEN) · 4–1 | Tina Rahimi (AUS) · 5–0       | Ashleyann Lozada (PUR) · 5–0 | Nesthy Petecio (PHI) · 4–1 | Lin Jü-ting (Lin Yu-ting) (TPE) · 0–5 |          |
| Aneta Rygielska | Váltósúly   | Rosie Eccles (GBR) · 3–2   | Busenaz Sürmeneli (TUR) · 1–4 | kiesett                      | kiesett                    | kiesett                               | 9.       |
| Elżbieta Wójcik | Középsúly   |                            | Aoife O'Rourke (IRL) · 3–2    | Atheyna Bylon (PAN) · 2–3    | kiesett                    | kiesett                               | 5.       |

## Öttusa
| Versenyző        | Versenyszám | Vívás (V) | Vívás (V) | Selejtező | Selejtező | Selejtező | Selejtező | Selejtező | Selejtező        | Selejtező        | Selejtező        | Selejtező | Selejtező | Selejtező | Selejtező      | Selejtező      | Selejtező      | Selejtező      | Selejtező   | Selejtező |
| Versenyző        | Versenyszám | Vívás (V) | Vívás (V) | Csoport   | Lovaglás  | Lovaglás  | Lovaglás  | Lovaglás  | Bónusz vívás (B) | Bónusz vívás (B) | Bónusz vívás (B) | Úszás     | Úszás     | Úszás     | Futás/Lövészet | Futás/Lövészet | Futás/Lövészet | Futás/Lövészet | Összesen    | Összesen  |
| Versenyző        | Versenyszám | Eredmény  | Pont      | Csoport   | Idő       | Hibapont  | Pont      | Hely.     | Eredmény         | Pont             | V+B Hely.        | Idő       | Pont      | Hely.     | Lövőhiba       | Idő            | Pont           | Hely.          | Összes pont | Helyezés  |
| ---------------- | ----------- | --------- | --------- | --------- | --------- | --------- | --------- | --------- | ---------------- | ---------------- | ---------------- | --------- | --------- | --------- | -------------- | -------------- | -------------- | -------------- | ----------- | --------- |
| Łukasz Gutkowski | Férfi       | 20–15     | 225       | B         | 61,51     | 0         | 300       | 3.        | 1–1              | 2                | 5.               | 2:06,21   | 298       | 14.       | 10             | 10:20,74       | 680            | 10.            | 1505        | 4.        |
| Kamil Kasperczak | Férfi       | 20–15     | 225       | B         | 64,48     | 8         | 292       | 8.        | 0–1              | 0                | 6.               | 2:12,73   | 285       | 18.       | nem ért célba  | nem ért célba  | 0              | 18.            | 802         | 18.       |
| Natalia Dominiak | Női         | 14–21     | 195       | B         | 67,56     | 14        | 286       | 17.       | 0–1              | 0                | 16.              | 2:16,84   | 277       | 8.        | 18             | 12:09,40       | 571            | 12.            | 1329        | 13.       |
| Anna Maliszewska | Női         | 16–19     | 205       | B         | 59,27     | 7         | 293       | 8.        | 0–1              | 0                | 10.              | 2:18,56   | 273       | 10.       | 17             | 11:38,96       | 602            | 8.             | 1373        | 11.       |
| Versenyző        | Versenyszám | Vívás (V) | Vívás (V) | Döntő     | Döntő     | Döntő     | Döntő     | Döntő     | Döntő            | Döntő            | Döntő            | Döntő     | Döntő     | Döntő     | Döntő          | Döntő          | Döntő          | Döntő          | Döntő       | Döntő     |
| Versenyző        | Versenyszám | Vívás (V) | Vívás (V) | Csoport   | Lovaglás  | Lovaglás  | Lovaglás  | Lovaglás  | Bónusz vívás (B) | Bónusz vívás (B) | Bónusz vívás (B) | Úszás     | Úszás     | Úszás     | Futás/Lövészet | Futás/Lövészet | Futás/Lövészet | Futás/Lövészet | Összesen    | Összesen  |
| Versenyző        | Versenyszám | Eredmény  | Pont      | Csoport   | Idő       | Hibapont  | Pont      | Hely.     | Eredmény         | Pont             | V+B Hely.        | Idő       | Pont      | Hely.     | Lövőhiba       | Idő            | Pont           | Hely.          | Összes pont | Helyezés  |
| Łukasz Gutkowski | Férfi       | 20–15     | 225       |           | 59,94     | 14        | 286       | 14.       | 0–1              | 0                | 9.               | 2:05,28   | 300       | 13.       | 16             | 10:19,70       | 681            | 14.            | 1492        | 15.       |
| Kamil Kasperczak | Férfi       | 20–15     | 225       |           | kiesett   | kiesett   | kiesett   | kiesett   | kiesett          | kiesett          | kiesett          | kiesett   | kiesett   | kiesett   | kiesett        | kiesett        | kiesett        | kiesett        | 802         | 36.       |
| Natalia Dominiak | Női         | 14–21     | 195       |           | kiesett   | kiesett   | kiesett   | kiesett   | kiesett          | kiesett          | kiesett          | kiesett   | kiesett   | kiesett   | kiesett        | kiesett        | kiesett        | kiesett        | 1329        | 25.       |
| Anna Maliszewska | Női         | 16–19     | 205       |           | kiesett   | kiesett   | kiesett   | kiesett   | kiesett          | kiesett          | kiesett          | kiesett   | kiesett   | kiesett   | kiesett        | kiesett        | kiesett        | kiesett        | 1373        | 22.       |

## Röplabda

### Férfi
| Lengyel férfi röplabdacsapat-játékoskeret                                                                                    | Lengyel férfi röplabdacsapat-játékoskeret                                                               |
| --- | --- |
| - Mateusz Bieniek - Bartłomiej Bołądź - Tomasz Fornal - Norbert Huber - Marcin Janusz - Łukasz Kaczmarek - Jakub Kochanowski | - Bartosz Kurek - Wilfredo León - Grzegorz Łomacz - Kamil Semeniuk - Aleksander Śliwka - Paweł Zatorski |

#### Eredmények
Csoportkör
B csoport
| Hely. | Csapat              | M | Gy | V | Pont | Sz+ | Sz– | SzA   | P+  | P–  | PA    | Továbbjutás |
| ----- | ------------------- | - | -- | - | ---- | --- | --- | ----- | --- | --- | ----- | ----------- |
| 1.    | Olaszország (ITA)   | 3 | 3  | 0 | 9    | 9   | 2   | 4,500 | 269 | 224 | 1,201 | Negyeddöntő |
| 2.    | Lengyelország (POL) | 3 | 2  | 1 | 5    | 7   | 5   | 1,400 | 260 | 256 | 1,016 | Negyeddöntő |
| 3.    | Brazília (BRA)      | 3 | 1  | 2 | 4    | 6   | 6   | 1,000 | 273 | 241 | 1,133 | Negyeddöntő |
| 4.    | Egyiptom (EGY)      | 3 | 0  | 3 | 0    | 0   | 9   | 0,000 | 144 | 225 | 0,640 |             |

| 2024. július 27. 17:00 | Lengyelország (POL)               | 3–0 | Egyiptom (EGY) | South Paris Arena 1, Párizs Nézőszám: 9408 Játékvezető: Epaminondas Gerothodoros (GRE), Ivaylo Ivanov (BUL) |
| 2024. július 27. 17:00 | (25–21, 25–19, 25–13) Jegyzőkönyv |     |                | South Paris Arena 1, Párizs Nézőszám: 9408 Játékvezető: Epaminondas Gerothodoros (GRE), Ivaylo Ivanov (BUL) |

| 2024. július 31. 9:00 | Lengyelország (POL)                             | 3–2 | Brazília (BRA) | South Paris Arena 1, Párizs Nézőszám: 9464 Játékvezető: Stefano Cesare (ITA), Denny Cespedes (DOM) |
| 2024. július 31. 9:00 | (22–25, 25–19, 19–25, 25–23, 15–12) Jegyzőkönyv |     |                | South Paris Arena 1, Párizs Nézőszám: 9464 Játékvezető: Stefano Cesare (ITA), Denny Cespedes (DOM) |

| 2024. augusztus 3. 17:00 | Lengyelország (POL)                      | 1–3 | Olaszország (ITA) | South Paris Arena 1, Párizs Nézőszám: 9441 Játékvezető: Juraj Mokrý (SVK), Denny Cespedes (DOM) |
| 2024. augusztus 3. 17:00 | (15–25, 18–25, 26–24, 20–25) Jegyzőkönyv |     |                   | South Paris Arena 1, Párizs Nézőszám: 9441 Játékvezető: Juraj Mokrý (SVK), Denny Cespedes (DOM) |

Negyeddöntő
| 2024. augusztus 5. 9:00 | Szlovénia (SLO)                          | 1–3 | Lengyelország (POL) | South Paris Arena 1, Párizs Nézőszám: 9274 Játékvezető: Scott Dziewirz (CAN), Stefano Cesare (ITA) |
| 2024. augusztus 5. 9:00 | (20–25, 26–24, 19–25, 20–25) Jegyzőkönyv |     |                     | South Paris Arena 1, Párizs Nézőszám: 9274 Játékvezető: Scott Dziewirz (CAN), Stefano Cesare (ITA) |

Elődöntő
| 2024. augusztus 7. 16:00 | Lengyelország (POL)                             | 3–2 | Egyesült Államok (USA) | South Paris Arena 1, Párizs Nézőszám: 9333 Játékvezető: Stefano Cesare (ITA), Fabrice Collados (FRA) |
| 2024. augusztus 7. 16:00 | (25–23, 25–27, 14–25, 25–23, 15–13) Jegyzőkönyv |     |                        | South Paris Arena 1, Párizs Nézőszám: 9333 Játékvezető: Stefano Cesare (ITA), Fabrice Collados (FRA) |

Döntő
| 2024. augusztus 10. 13:00 | Franciaország (FRA)               | 3–0 | Lengyelország (POL) | South Paris Arena 1, Párizs Nézőszám: 9233 Játékvezető: Stefano Cesare (ITA), Hamid Al-Rousi (UAE) |
| 2024. augusztus 10. 13:00 | (25–19, 25–20, 25–23) Jegyzőkönyv |     |                     | South Paris Arena 1, Párizs Nézőszám: 9233 Játékvezető: Stefano Cesare (ITA), Hamid Al-Rousi (UAE) |

| Csapat              | Helyezés |
| ------------------- | -------- |
| Lengyelország (POL) |          |

### Női
| Lengyel női röplabdacsapat-játékoskeret                                                                                 | Lengyel női röplabdacsapat-játékoskeret                                                                              |
| --- | --- |
| - Klaudia Alagierska - Martyna Czyrniańska - Magdalena Jurczyk - Agnieszka Korneluk - Martyna Łukasik - Natalia Mędrzyk | - Malwina Smarzek - Maria Stenzel - Magdalena Stysiak - Aleksandra Szczygłowska - Katarzyna Wenerska - Joanna Wołosz |

#### Eredmények
Csoportkör
B csoport
| Hely. | Csapat              | M | Gy | V | Pont | Sz+ | Sz– | SzA   | P+  | P–  | PA    | Továbbjutás |
| ----- | ------------------- | - | -- | - | ---- | --- | --- | ----- | --- | --- | ----- | ----------- |
| 1.    | Brazília (BRA)      | 3 | 3  | 0 | 9    | 9   | 0   | MAX   | 238 | 165 | 1,442 | Negyeddöntő |
| 2.    | Lengyelország (POL) | 3 | 2  | 1 | 6    | 6   | 4   | 1,500 | 244 | 230 | 1,061 | Negyeddöntő |
| 3.    | Japán (JPN)         | 3 | 1  | 2 | 3    | 4   | 6   | 0,667 | 226 | 224 | 1,009 |             |
| 4.    | Kenya (KEN)         | 3 | 0  | 3 | 0    | 0   | 9   | 0,000 | 136 | 225 | 0,604 |             |

| 2024. július 28. 13:00 | Lengyelország (POL)                      | 3–1 | Japán (JPN) | South Paris Arena 1, Párizs Nézőszám: 9162 Játékvezető: Karina Rene (ARG), Ziling Wang (CHN) |
| 2024. július 28. 13:00 | (20–25, 25–22, 25–23, 28–26) Jegyzőkönyv |     |             | South Paris Arena 1, Párizs Nézőszám: 9162 Játékvezető: Karina Rene (ARG), Ziling Wang (CHN) |

| 2024. július 31. 21:00 | Lengyelország (POL)               | 3–0 | Kenya (KEN) | South Paris Arena 1, Párizs Nézőszám: 9447 Játékvezető: Angela Grass (BRA), Wael Kandil (EGY) |
| 2024. július 31. 21:00 | (25–14, 25–17, 25–15) Jegyzőkönyv |     |             | South Paris Arena 1, Párizs Nézőszám: 9447 Játékvezető: Angela Grass (BRA), Wael Kandil (EGY) |

| 2024. augusztus 4. 21:00 | Brazília (BRA)                    | 3–0 | Lengyelország (POL) | South Paris Arena 1, Párizs Nézőszám: 9505 Játékvezető: Fabrice Collados (FRA), Denny Cespedes (DOM) |
| 2024. augusztus 4. 21:00 | (25–21, 38–36, 25–14) Jegyzőkönyv |     |                     | South Paris Arena 1, Párizs Nézőszám: 9505 Játékvezető: Fabrice Collados (FRA), Denny Cespedes (DOM) |

Negyeddöntő
| 2024. augusztus 6. 17:00 | Egyesült Államok (USA)            | 3–0 | Lengyelország (POL) | South Paris Arena 1, Párizs Nézőszám: 9244 Játékvezető: Karina Rene (ARG), Vladimir Simonović (SUI) |
| 2024. augusztus 6. 17:00 | (25–22, 25–14, 25–20) Jegyzőkönyv |     |                     | South Paris Arena 1, Párizs Nézőszám: 9244 Játékvezető: Karina Rene (ARG), Vladimir Simonović (SUI) |

| Csapat              | Helyezés |
| ------------------- | -------- |
| Lengyelország (POL) | 6.       |

### Strandröplabda

#### Férfi
| Versenyző                  | Csoportkör | Csoportkör | 16 közé jutásért  | Nyolcaddöntő                                                       | Negyeddöntő       | Elődöntő          | Döntő             | Helyezés |
| Versenyző                  | Ellenfél Eredmény | Hely.      | Ellenfél Eredmény | Ellenfél Eredmény                                                  | Ellenfél Eredmény | Ellenfél Eredmény | Ellenfél Eredmény | Helyezés |
| -------------------------- | --- | ---------- | ----------------- | ------------------------------------------------------------------ | ----------------- | ----------------- | ----------------- | -------- |
| Michał Bryl Bartosz Łosiak | C csoport · Ausztrália (AUS) · Thomas Hodges · Zachery Schubert · 21–16, 21–16 · Franciaország (FRA) · Rémi Bassereau · Julien Lyneel · 21–15, 21–18 · Németország (GER) · Nils Ehlers · Clemens Wickler · 19–21, 15–21 | 2.         |                   | Spanyolország (ESP) · Adrián Gavira · Pablo Herrera · 21–23, 18–21 | kiesett           | kiesett           | kiesett           | 9.       |

## Sportlövészet
Férfi
| Versenyző         | Versenyszám           | Selejtező | Selejtező | Döntő   | Döntő    |
| Versenyző         | Versenyszám           | Pont      | Helyezés  | Pont    | Helyezés |
| ----------------- | --------------------- | --------- | --------- | ------- | -------- |
| Tomasz Bartnik    | Légpuska              | 626,1     | 36.       | kiesett | kiesett  |
| Tomasz Bartnik    | Sportpuska, összetett | 591       | 6.        | 408,8   | 7.       |
| Maciej Kowalewicz | Sportpuska, összetett | 579       | 37.       | kiesett | kiesett  |
| Maciej Kowalewicz | Légpuska              | 627,8     | 25.       | kiesett | kiesett  |

Női
| Versenyző          | Versenyszám           | Selejtező | Selejtező | Döntő   | Döntő    |
| Versenyző          | Versenyszám           | Pont      | Helyezés  | Pont    | Helyezés |
| ------------------ | --------------------- | --------- | --------- | ------- | -------- |
| Klaudia Breś       | Légpisztoly           | 573       | 14.       | kiesett | kiesett  |
| Klaudia Breś       | Sportpisztoly         | 573       | 29.       | kiesett | kiesett  |
| Julia Piotrowska   | Légpuska              | 629,3     | 13.       | kiesett | kiesett  |
| Aneta Stankiewicz  | Légpuska              | 627,4     | 21.       | kiesett | kiesett  |
| Natalia Kochańska  | Sportpuska, összetett | 589       | 6.        | 418,5   | 6.       |
| Aleksandra Pietruk | Sportpuska, összetett | 582       | 20.       | kiesett | kiesett  |

Vegyes
| Versenyző                          | Versenyszám | Selejtező | Selejtező | Döntő   | Döntő    |
| Versenyző                          | Versenyszám | Pont      | Helyezés  | Pont    | Helyezés |
| ---------------------------------- | ----------- | --------- | --------- | ------- | -------- |
| Tomasz Bartnik Aneta Stankiewicz   | Légpuska    | 626,9     | 10.       | kiesett | kiesett  |
| Maciej Kowalewicz Julia Piotrowska | Légpuska    | 623,7     | 23.       | kiesett | kiesett  |

## Sportmászás
Gyorsasági
| Versenyző           | Versenyszám | Selejtező | Selejtező | Nyolcaddöntő                | Negyeddöntő                      | Elődöntő                         | Bronz- mérkőzés                  | Döntő                                    | Helyezés |
| Versenyző           | Versenyszám | Idő       | Hely.     | Ellenfél Győztes idő        | Ellenfél Győztes idő             | Ellenfél Győztes idő             | Ellenfél Győztes idő             | Ellenfél Győztes idő                     | Helyezés |
| ------------------- | ----------- | --------- | --------- | --------------------------- | -------------------------------- | -------------------------------- | -------------------------------- | ---------------------------------------- | -------- |
| Aleksandra Kałucka  | Női         | 6,389     | 3.        | Sarah Tetzlaff (NZL) · 6,65 | Zhou Yafei (CHN) · 6,49          | Aleksandra Mirosław (POL) · 6,19 | Rajiah Sallsabillah (INA) · 6,53 |                                          |          |
| Aleksandra Mirosław | Női         | 6,06      | 1.        | Aniya Holder (RSA) · 6,10   | Leslie Romero Pérez (ESP) · 6,35 | Aleksandra Kałucka (POL) · 6,19  |                                  | Teng Li-csüan (Deng Lijuan) (CHN) · 6,10 |          |

## Súlyemelés
Női
| Versenyző                    | Versenyszám | Szakítás                 | Szakítás                 | Lökés    | Lökés    | Összesen | Helyezés |
| Versenyző                    | Versenyszám | Eredmény                 | Helyezés                 | Eredmény | Helyezés | Összesen | Helyezés |
| ---------------------------- | ----------- | ------------------------ | ------------------------ | -------- | -------- | -------- | -------- |
| Weronika Zielińska-Stubińska | 81 kg       | érvényes kísérlet nélkül | érvényes kísérlet nélkül | kiesett  | kiesett  | kiesett  | kiesett  |

## Tenisz
Női
| Versenyző                     | Versenyszám | 64-es főtábla                          | 32-es főtábla                                                   | Nyolcaddöntő                  | Negyeddöntő                                    | Elődöntő                                       | Bronz- mérkőzés                            | Döntő             | Helyezés |
| Versenyző                     | Versenyszám | Ellenfél Eredmény                      | Ellenfél Eredmény                                               | Ellenfél Eredmény             | Ellenfél Eredmény                              | Ellenfél Eredmény                              | Ellenfél Eredmény                          | Ellenfél Eredmény | Helyezés |
| ----------------------------- | ----------- | -------------------------------------- | --------------------------------------------------------------- | ----------------------------- | ---------------------------------------------- | ---------------------------------------------- | ------------------------------------------ | ----------------- | -------- |
| Magdalena Fręch               | Egyes       | Viktorija Tomova (BUL) · 4–6, 6–7(4–7) | kiesett                                                         | kiesett                       | kiesett                                        | kiesett                                        | kiesett                                    | kiesett           | 33.      |
| Magda Linette                 | Egyes       | Mirra Andrejeva (AIN) · 6–3, 6–4       | Jasmine Paolini (ITA) · 4–6, 1–6                                | kiesett                       | kiesett                                        | kiesett                                        | kiesett                                    | kiesett           | 17.      |
| Iga Świątek                   | Egyes       | Irina-Camelia Begu (ROU) · 6–2, 7–5    | Diane Parry (FRA) · 6–1, 6–1                                    | Vang Hszi-jü (CHN) · 6–3, 6–4 | Danielle Collins (USA) · 6–1, 2–6, 4–1 feladta | Cseng Csin-ven (Zheng Qinwen) (CHN) · 2–6, 5–7 | Anna Karolína Schmiedlová (SVK) · 6–2, 6–1 |                   |          |
| Magda Linette Alicja Rosolska | Páros       |                                        | Ukrajna (UKR) · Marta Kosztyuk · Dajana Jasztremszka · 4–6, 1–6 | kiesett                       | kiesett                                        | kiesett                                        | kiesett                                    | kiesett           | 17.      |

## Triatlon
Egyéni
| Versenyző      | Versenyszám | 1,5 km úszás | Depózás 1 | 40 km kerékpározás | Depózás 2 | 10 km futás | Összesítés | Összesítés |
| Versenyző      | Versenyszám | Idő          | Idő       | Idő                | Idő       | Idő         | Idő        | Helyezés   |
| -------------- | ----------- | ------------ | --------- | ------------------ | --------- | ----------- | ---------- | ---------- |
| Roksana Słupek | Női         | 23:33        | 0:57      | 58:18              | 0:29      | 33:59       | 1:57:16    | 13.        |

## Úszás
Férfi
| Versenyző                                                             | Versenyszám      | Előfutam | Előfutam | Előfutam | Elődöntő | Elődöntő | Elődöntő | Döntő     | Döntő    |
| Versenyző                                                             | Versenyszám      | Idő      | Hely.    | Össz.    | Idő      | Hely.    | Össz.    | Idő       | Helyezés |
| --------------------------------------------------------------------- | ---------------- | -------- | -------- | -------- | -------- | -------- | -------- | --------- | -------- |
| Piotr Ludwiczak                                                       | 50 m gyors       | 22,34    | 7.       | 35.      | kiesett  | kiesett  | kiesett  | kiesett   | kiesett  |
| Jakub Majerski                                                        | 100 m gyors      | 49,44    | 3.       | 36.      | kiesett  | kiesett  | kiesett  | kiesett   | kiesett  |
| Jakub Majerski                                                        | 100 m pillangó   | 51,18    | 3.       | 9.       | 51,37    | 8.       | 11.      | kiesett   | kiesett  |
| Krzysztof Chmielewski                                                 | 1500 m gyors     | 15:04,99 | 2.       | 16.      |          |          |          | kiesett   | kiesett  |
| Krzysztof Chmielewski                                                 | 200 m pillangó   | 1:55,42  | 3.       | 9.       | 1:54,28  | 3.       | 6.       | 1:53,90   | 4.       |
| Michal Chmielewski                                                    | 200 m pillangó   | 1:55,28  | 2.       | 7.       | 1:54,64  | 5.       | 9.       | kiesett   | kiesett  |
| Ksawery Masiuk                                                        | 100 m hát        | 53,08    | 1.       | 5.       | 53,44    | 6.       | 12.*     | kiesett   | kiesett  |
| Ksawery Masiuk                                                        | 200 m hát        | 1:58,01  | 6.       | 17.      | kiesett  | kiesett  | kiesett  | kiesett   | kiesett  |
| Jan Kałusowski                                                        | 100 m mell       | 1:00,40  | 7.       | 22.      | kiesett  | kiesett  | kiesett  | kiesett   | kiesett  |
| Jan Kałusowski                                                        | 200 m mell       | 2:11,87  | 7.       | 20.      | kiesett  | kiesett  | kiesett  | kiesett   | kiesett  |
| Mateusz Chowaniec Dominik Dudys Bartosz Piszczorowicz Kamil Sieradzki | 4 × 100 m gyors  | 3:14,94  | 8.       | 13.      |          |          |          | kiesett   | kiesett  |
| Ksawery Masiuk Jan Kałusowski Jakub Majerski Bartosz Piszczorowicz    | 4 × 100 m vegyes | 3:33,70  | 5.       | 10.      |          |          |          | kiesett   | kiesett  |
| Piotr Woźniak                                                         | 10 km nyílt vízi |          |          |          |          |          |          | 2:02:38,6 | 22.      |

Női
| Versenyző                                                            | Versenyszám      | Előfutam | Előfutam | Előfutam | Elődöntő | Elődöntő | Elődöntő | Döntő   | Döntő    |
| Versenyző                                                            | Versenyszám      | Idő      | Hely.    | Össz.    | Idő      | Hely.    | Össz.    | Idő     | Helyezés |
| -------------------------------------------------------------------- | ---------------- | -------- | -------- | -------- | -------- | -------- | -------- | ------- | -------- |
| Katarzyna Wasick                                                     | 50 m gyors       | 24,27    | 1.       | 2.       | 24,23    | 1.       | 3.       | 24,33   | 5.       |
| Kornelia Fiedkiewicz                                                 | 50 m gyors       | 24,94    | 6.       | 20.      | kiesett  | kiesett  | kiesett  | kiesett | kiesett  |
| Kornelia Fiedkiewicz                                                 | 100 m gyors      | 55,25    | 7.       | 20.      | kiesett  | kiesett  | kiesett  | kiesett | kiesett  |
| Adela Piskorska                                                      | 100 m hát        | 1:00,47  | 6.       | 17.      | kiesett  | kiesett  | kiesett  | kiesett | kiesett  |
| Adela Piskorska                                                      | 200 m hát        | 2:13,39  | 8.       | 24.      | kiesett  | kiesett  | kiesett  | kiesett | kiesett  |
| Laura Bernat                                                         | 200 m hát        | 2:14,57  | 8.       | 25.      | kiesett  | kiesett  | kiesett  | kiesett | kiesett  |
| Dominika Sztandera                                                   | 100 m mell       | 1:07,22  | 8.       | 21.      | kiesett  | kiesett  | kiesett  | kiesett | kiesett  |
| Katarzyna Wasick Kornelia Fiedkiewicz Julia Maik Zuzanna Famulok     | 4 × 100 m gyors  | 3:40,67  | 6.       | 13.      |          |          |          | kiesett | kiesett  |
| Adela Piskorska Dominika Sztandera Paulina Peda Kornelia Fiedkiewicz | 4 × 100 m vegyes | 4:00,94  | 6.       | 12.      |          |          |          | kiesett | kiesett  |

Vegyes
| Versenyző                                                                  | Versenyszám      | Előfutam | Előfutam | Előfutam | Döntő   | Döntő    |
| Versenyző                                                                  | Versenyszám      | Idő      | Hely.    | Össz.    | Idő     | Helyezés |
| -------------------------------------------------------------------------- | ---------------- | -------- | -------- | -------- | ------- | -------- |
| Kacper Stokowski Dominika Sztandera Adrian Jaśkiewicz Kornelia Fiedkiewicz | 4 × 100 m vegyes | 3:48,19  | 6.       | 14.      | kiesett | kiesett  |

* - egy másik versenyzővel azonos időt ért el

## Vitorlázás
Férfi
| Versenyző                        | Versenyszám              | Futam | Futam | Futam | Futam | Futam | Futam | Futam | Futam | Futam | Futam | Futam | Futam | Futam | Futam | Futam | Futam   | Futam   | Pontszám | Helyezés |
| Versenyző                        | Versenyszám              | 1     | 2     | 3     | 4     | 5     | 6     | 7     | 8     | 9     | 10    | 11    | 12    | 13    | 14-20 | N     | E       | É       | Pontszám | Helyezés |
| -------------------------------- | ------------------------ | ----- | ----- | ----- | ----- | ----- | ----- | ----- | ----- | ----- | ----- | ----- | ----- | ----- | ----- | ----- | ------- | ------- | -------- | -------- |
| Paweł Tarnowski                  | IQFoil (Szörfvitorlázás) | 12    | 3     | 6     | 2     | 9     | 2     | 5     | 5     | 10    | 10    | 3     | 11    | 23    | X     | 7     | kiesett | kiesett | 66       | 10.      |
| Michał Krasodomski               | ILCA 7 (Laser)           | 36    | 37    | 42    | 38    | 37    | 31    | 17    | 40,2  | X     | X     |       |       |       |       |       |         | kiesett | 236,2    | 40.      |
| Dominik Buksak Szymon Wierzbicki | 49er osztály             | 10    | 8     | 6     | 1     | 18    | 14    | 8     | 1     | 13    | 9     | 5     | 8     |       |       |       |         | 10      | 93       | 5.       |

| Versenyző            | Versenyszám  | Futam | Futam | Futam | Futam | Futam | Futam | Futam | Futam | Futam | Futam | Futam           | Futam           | Futam           | Futam           | Futam           | Helyezés |
| Versenyző            | Versenyszám  | 1     | 2     | 3     | 4     | 5     | 6     | 7     | 8-16  | P     | Hely. | Elődöntő 1      | Elődöntő 2      | Éremfutam 1     | Éremfutam 2     | Éremfutam 3     | Helyezés |
| Versenyző            | Versenyszám  | 1     | 2     | 3     | 4     | 5     | 6     | 7     | 8-16  | P     | Hely. | Ellenfelek Pont | Ellenfelek Pont | Ellenfelek Pont | Ellenfelek Pont | Ellenfelek Pont | Helyezés |
| -------------------- | ------------ | ----- | ----- | ----- | ----- | ----- | ----- | ----- | ----- | ----- | ----- | --------------- | --------------- | --------------- | --------------- | --------------- | -------- |
| Maksymilian Żakowski | Formula kite | 21    | 11    | 14    | 15    | 11    | 14    | 10    | X     | 60    | 16.   | kiesett         | kiesett         | kiesett         | kiesett         | kiesett         | 16.      |

Női
| Versenyző                            | Versenyszám              | Futam | Futam | Futam | Futam | Futam | Futam | Futam | Futam | Futam | Futam | Futam | Futam | Futam | Futam | Futam | Futam | Futam   | Futam   | Pontszám | Helyezés |
| Versenyző                            | Versenyszám              | 1     | 2     | 3     | 4     | 5     | 6     | 7     | 8     | 9     | 10    | 11    | 12    | 13    | 14    | 15-20 | N     | E       | É       | Pontszám | Helyezés |
| ------------------------------------ | ------------------------ | ----- | ----- | ----- | ----- | ----- | ----- | ----- | ----- | ----- | ----- | ----- | ----- | ----- | ----- | ----- | ----- | ------- | ------- | -------- | -------- |
| Maja Dziarnowska                     | IQFoil (Szörfvitorlázás) | 7     | 10    | 23    | 13    | 8     | 6     | 11    | 14    | 12    | 25    | 8     | 4     | 7     | 2     | X     | 5     | kiesett | kiesett | 102      | 8.       |
| Agata Barwińska                      | ILCA 6 (Laser radial)    | 34    | 12    | 30    | 20    | 6     | 19    | 2     | 20    | 11    | X     |       |       |       |       |       |       |         | kiesett | 120      | 15.      |
| Sandra Jankowiak Aleksandra Melzacka | 49erFX osztály           | 18    | 3     | 19    | 11    | 18    | 14    | 7     | 21    | 12    | 21    | 2     | 19    |       |       |       |       |         | kiesett | 144      | 18.      |

| Versenyző         | Versenyszám  | Futam | Futam | Futam | Futam | Futam | Futam | Futam | Futam | Futam | Futam                                                                                | Futam           | Futam           | Helyezés |
| Versenyző         | Versenyszám  | 1     | 2     | 3     | 4     | 5     | 6     | 7-16  | P     | Hely. | Elődöntő                                                                             | Éremfutam 1     | Éremfutam 2     | Helyezés |
| Versenyző         | Versenyszám  | 1     | 2     | 3     | 4     | 5     | 6     | 7-16  | P     | Hely. | Ellenfelek Pont                                                                      | Ellenfelek Pont | Ellenfelek Pont | Helyezés |
| ----------------- | ------------ | ----- | ----- | ----- | ----- | ----- | ----- | ----- | ----- | ----- | ------------------------------------------------------------------------------------ | --------------- | --------------- | -------- |
| Julia Damasiewicz | Formula kite | 6     | 8     | 11    | 7     | 11    | 21    | X     | 43    | 7.    | B csoport · Annelous Lammerts (NED) · Leonie Meyer (GER) · Maggie Pescetto (ITA) · 3 | kiesett         | kiesett         | 7.       |

X - törölt futam

## Vívás
Férfi
| Versenyző                                                        | Versenyszám | Selejtező                    | 32-es főtábla                      | Nyolcaddöntő      | Negyeddöntő                                                                     | Elődöntő                                                                                  | Bronz- mérkőzés                                              | Döntő             | Helyezés |
| Versenyző                                                        | Versenyszám | Ellenfél Eredmény            | Ellenfél Eredmény                  | Ellenfél Eredmény | Ellenfél Eredmény                                                               | Ellenfél Eredmény                                                                         | Ellenfél Eredmény                                            | Ellenfél Eredmény | Helyezés |
| ---------------------------------------------------------------- | ----------- | ---------------------------- | ---------------------------------- | ----------------- | ------------------------------------------------------------------------------- | ----------------------------------------------------------------------------------------- | ------------------------------------------------------------ | ----------------- | -------- |
| Jan Jurkiewicz                                                   | Tőr, egyéni | Salim Heroui (ALG) · 15–8    | Mohamed Hamza (EGY) · 14–15        | kiesett           | kiesett                                                                         | kiesett                                                                                   | kiesett                                                      | kiesett           | 29.      |
| Michał Siess                                                     | Tőr, egyéni | erőnyerő                     | Alexander Choupenitch (CZE) · 3–15 | kiesett           | kiesett                                                                         | kiesett                                                                                   | kiesett                                                      | kiesett           | 25.      |
| Adrian Wojtkowiak                                                | Tőr, egyéni | Alex Tofalides (CYP) · 10–15 | kiesett                            | kiesett           | kiesett                                                                         | kiesett                                                                                   | kiesett                                                      | kiesett           | 34.      |
| Jan Jurkiewicz Andrzej Rządkowski Michał Siess Adrian Wojtkowiak | Tőr, csapat |                              |                                    |                   | Olaszország (ITA) · Guillaume Bianchi · Filippo Macchi · Tommaso Marini · 39–45 | 5–8. helyért · Egyiptom (EGY) · Mohamed Essam · Mohamed Hamza · Abdelrahman Tolba · 45–36 | 5. helyért · Kína (CHN) · Wu Bin · Xu Jie · Mo Ziwei · 30–45 |                   | 6.       |

Női
| Versenyző                                                                           | Versenyszám       | Selejtező                    | 32-es főtábla                          | Nyolcaddöntő                | Negyeddöntő                                                                                                   | Elődöntő                                                                                             | Bronz- mérkőzés                                                                          | Döntő             | Helyezés |
| Versenyző                                                                           | Versenyszám       | Ellenfél Eredmény            | Ellenfél Eredmény                      | Ellenfél Eredmény           | Ellenfél Eredmény                                                                                             | Ellenfél Eredmény                                                                                    | Ellenfél Eredmény                                                                        | Ellenfél Eredmény | Helyezés |
| ----------------------------------------------------------------------------------- | ----------------- | ---------------------------- | -------------------------------------- | --------------------------- | --- | --- | ---------------------------------------------------------------------------------------- | ----------------- | -------- |
| Martyna Jelińska                                                                    | Tőr, egyéni       | Youssra Zekrani (MAR) · 15–3 | Lee Kiefer (USA) · 13–15               | kiesett                     | kiesett | kiesett                                                                                              | kiesett                                                                                  | kiesett           | 31.      |
| Hanna Łyczbińska                                                                    | Tőr, egyéni       | erőnyerő                     | Alice Volpi (ITA) · 11–15              | kiesett                     | kiesett | kiesett                                                                                              | kiesett                                                                                  | kiesett           | 30.      |
| Julia Walczyk                                                                       | Tőr, egyéni       | erőnyerő                     | Ysaora Thibus (FRA) · 15–12            | Eleanor Harvey (CAN) · 6–15 | kiesett | kiesett                                                                                              | kiesett                                                                                  | kiesett           | 9.       |
| Alicja Klasik                                                                       | Párbajtőr, egyéni | erőnyerő                     | Giulia Rizzi (ITA) · 12–11             | Nelli Differt (EST) · 10–11 | kiesett | kiesett                                                                                              | kiesett                                                                                  | kiesett           | 15.      |
| Renata Knapik-Miazga                                                                | Párbajtőr, egyéni | erőnyerő                     | Coraline Vitalis (FRA) · 9–15          | kiesett                     | kiesett | kiesett                                                                                              | kiesett                                                                                  | kiesett           | 25.      |
| Martyna Swatowska-Wenglarczyk                                                       | Párbajtőr, egyéni | erőnyerő                     | Szong Szera (Song Se-ra) (KOR) · 11–15 | kiesett                     | kiesett | kiesett                                                                                              | kiesett                                                                                  | kiesett           | 28.      |
| Martyna Jelińska Hanna Łyczbińska Martyna Synoradzka Julia Walczyk                  | Tőr, csapat       |                              |                                        |                             | Japán (JPN) · Azuma Szera · Mijavaki Karin · Ueno Juka · 30–45                                                | 5–8. helyért · Egyiptom (EGY) · Sara Amr Hossny · Yara El-Sharkawy · Malak Hamza · Noha Hany · 45–21 | 5. helyért · Franciaország (FRA) · Anita Blaze · Pauline Ranvier · Ysaora Thibus · 44–45 |                   | 6.       |
| Aleksandra Jarecka Alicja Klasik Renata Knapik-Miazga Martyna Swatowska-Wenglarczyk | Párbajtőr, csapat |                              |                                        |                             | Egyesült Államok (USA) · Anne Cebula · Margherita Guzzi Vincenti · Hadley Husisian · Katharine Holmes · 31–29 | Franciaország (FRA) · Marie-Florence Candassamy · Auriane Mallo · Coraline Vitalis · 39–45           | Kína (CHN) · Szun Ji-ven (Sun Yiwen) · Xu Nuo · Yu Sihan · 32–31                         |                   |          |